# جایزه بزرگ کانادا ۱۹۹۰
جایزه بزرگ کانادا ۱۹۹۰ (انگلیسی: ‎1990 Canadian Grand Prix‎) یک مسابقهٔ موتوری در رشتهٔ اتومبیل‌رانی فرمول یک بود که در تاریخ ۱۰ ژوئن ۱۹۹۰ در پیست ژیل ویلنوو واقع در مونترآل، کبک، کانادا برگزار شد. این گراند پری در میان ۱۶ گراند پری در فصل ۱۹۹۰، مسابقهٔ شمارهٔ ۵ بود.
در این مسابقه که در ۷۰ دور و به مسافت ۳۰٫۳۰۰ کیلومتر (۱۸٫۸۲۸ مایل) برگزار شد، پول پوزیشن توسط آیرتون سنا کسب شد و سریع‌ترین زمان برای طی یک دور پیست که برابر با ۱:۲۲٫۰۷۷ بود نیز توسط گرهارد برگر به ثبت رسید.
آیرتون سنا از تیم مک‌لارن-هوندا، نلسون پیکه از تیم بنتون-فورد و نایجل منسل از تیم فراری به‌ترتیب مقام‌های اول تا سوم مسابقه را کسب کردند.

## رده‌بندی قهرمانی پس از مسابقه
| جایگاه | راننده      | امتیاز |
| ------ | ----------- | ------ |
| ۱      | آیرتون سنا  | ۳۱     |
| ۲      | گرهارد برگر | ۱۹     |
| ۳      | آلن پروست   | ۱۴     |
| ۴      | ژان آلسی    | ۱۳     |
| ۵      | نلسون پیکه  | ۱۲     |
| منبع:  |             |        |

| جایگاه | سازنده       | امتیاز |
| ------ | ------------ | ------ |
| ۱      | مک‌لارن-هوندا | ۵۰     |
| ۲      | فراری        | ۲۱     |
| ۳      | ویلیامز-رنو  | ۱۸     |
| ۴      | بنتون-فورد   | ۱۶     |
| ۵      | تایرل-فورد   | ۱۴     |
| منبع:  |              |        |

یادداشت
- تنها پنج جایگاه نخست از هر رده‌بندی نمایش داده شده‌است.